# Чиб
Чиб (рум. Cib) — село у повіті Алба в Румунії. Входить до складу комуни Алмашу-Маре.
Село розташоване на відстані 290 км на північний захід від Бухареста, 30 км на захід від Алба-Юлії, 85 км на південь від Клуж-Напоки.

## Населення
За даними перепису населення 2002 року у селі проживали 332 особи, усі — румуни. Усі жителі села рідною мовою назвали румунську.